# 拉马尔县 (亚拉巴马州)
拉马尔县（英語：Lamar County）是位于美国亚拉巴马州西北部的一个县，县治弗农。根据美国人口调查局2000年统计，共有人口15,904，其中白人占86.87%、非裔美国人占11.98%。